# 예테보리스 포스텐
《예테보리스 포스텐》(Göteborgs-Posten)은 스웨덴에서 발행되는 일간 신문이다.

## 개요
《예테보리스 포스텐》은 예테보리에서 발행되고 있다. 1813년에 창간되었으나, 1822년에 중단되었다. 1850년에야 다시 재개되었다.
스웨덴의 조간 신문 중 《예테보리스 포스텐》는 《스벤스카 다그블라데트》에 이어 2번째로 부수를 많이 발행한다. 2013년 기준으로 173,700 부수였다.